# Erica Batchelor
Erica Anne Batchelor (Poole, Inglaterra, 10 de agosto de 1933) é uma ex-patinadora artística britânica, que competiu no individual feminino. Ela conquistou uma medalha de bronze campeonatos mundiais, uma medalha de prata e três de bronze em campeonatos europeus e foi campeã do campeonato nacional britânico. Batchelor disputou os Jogos Olímpicos de Inverno de 1956 terminando na décima primeira posição.

## Principais resultados
| Resultados                                            | Resultados    | Resultados        | Resultados        | Resultados        | Resultados        | Resultados      | Resultados    | Resultados    | Resultados    | Resultados    | Resultados    | Resultados    |
| Internacional                                         | Internacional | Internacional     | Internacional     | Internacional     | Internacional     | Internacional   | Internacional | Internacional | Internacional | Internacional | Internacional | Internacional |
| Evento/Temporada                                      | 1951– 1952    | 1952– 1953        | 1953– 1954        | 1954– 1955        | 1955– 1956        | 1956– 1957      |               |               |               |               |               |               |
| ----------------------------------------------------- | ------------- | ----------------- | ----------------- | ----------------- | ----------------- | --------------- | ------------- | ------------- | ------------- | ------------- | ------------- | ------------- |
| Jogos Olímpicos                                       |               |                   |                   |                   | 11.ª              |                 |               |               |               |               |               |               |
| Campeonato Mundial                                    | 9.ª           | 9.ª               | Medalha de bronze | 5.ª               | 8.ª               | 9.ª             |               |               |               |               |               |               |
| Campeonato Europeu                                    | 10.ª          | Medalha de bronze | Medalha de prata  | Medalha de bronze | Medalha de bronze | 5.ª             |               |               |               |               |               |               |
| Nacional                                              |               |                   |                   |                   |                   |                 |               |               |               |               |               |               |
| Campeonato Britânico                                  |               |                   |                   |                   |                   | Medalha de ouro |               |               |               |               |               |               |
|                                                       |               |                   |                   |                   |                   |                 |               |               |               |               |               |               |
| Legenda: Competição não foi disputada nesta temporada |               |                   |                   |                   |                   |                 |               |               |               |               |               |               |